# 恩德洛沃库齐

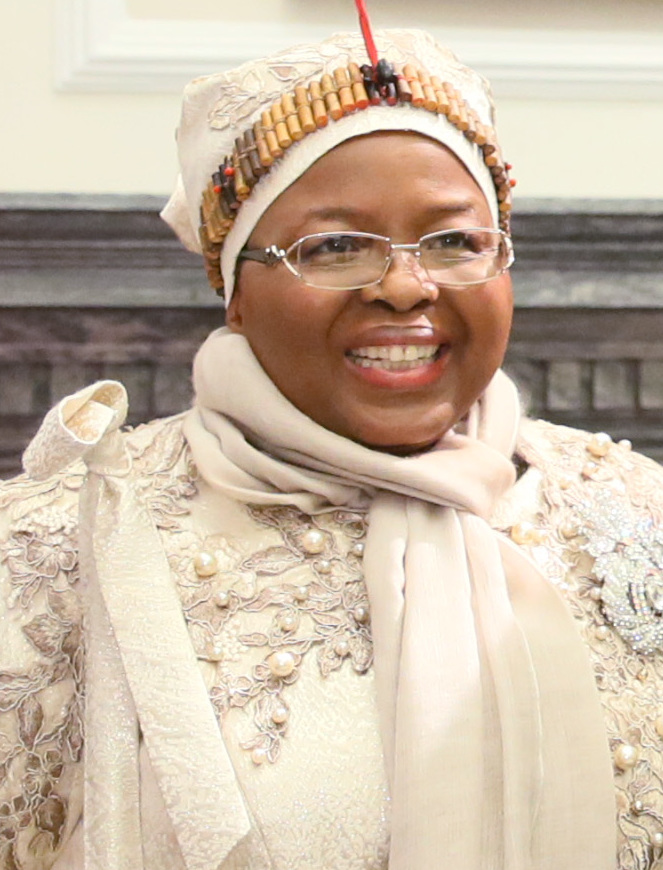
现任恩德洛沃库齐恩通比

恩德洛沃库齐（直译：「母象」，复数形式为tiNdlovukati，又作Indlovukazi）是斯威士兰女性君主的头衔。该头衔通常授予在位国王（称为“恩格温亚马”，意为“雄狮”）的母亲；若国王之母已故，则可由其他地位崇高的王室女性担任。该头衔大致相当于“王太后”，但在斯威士兰政体中，她与国王共同担任国家元首。“恩德洛沃库齐”一词在斯威士语中也有“医者”的含义。当国家没有国王时，恩德洛沃库齐会作为摄政女王执政。
现任恩德洛沃库齐为恩通比，她是现任国王姆斯瓦蒂三世之母、已故国王索布扎二世之妻，曾于1983年—1986年担任摄政女王，直至姆斯瓦蒂三世继位。
斯威士兰历史上最著名的恩德洛沃库齐是拉博齐贝尼·姆德卢利，她自1899年起执政，直至1921年索布扎二世继位。